# Little by Little (låt av Laura & The Lovers)
Little by Little är en låt framförd av Laura & The Lovers. Den är skriven av Bobby Ljunggren och William Butt.
Låten var Litauens bidrag i Eurovision Song Contest 2005 i Kiev i Ukraina. I semifinalen den 19 maj slutade den på tjugofemte plats med 17 poäng vilket inte var tillräckligt för att gå vidare till finalen.
Svenska sångerskan Sonja Aldén stod i kören för bidraget.